# This Time Around (album)
Pour les articles homonymes, voir This Time Around.
Albums de Hanson
Live from Albertane
(1998) Underneath Acoustic
(2003)
Singles
1. If Only
Sortie : avril 2000
2. This Time Around
Sortie : 4 avril 2000

This Time Around est le deuxième album studio du groupe américain de pop rock Hanson, sorti en mai 2000 sur le label Mercury Records.
Aux États-Unis, l'album a débuté à la 19e place du classement des albums de Billboard (pour la semaine du 27 mai 2000), mais n'a pas monté plus haut,.

## Liste des pistes
Toutes les chansons sont écrites et composées par Isaac Hanson, Taylor Hanson et Zac Hanson.
| No  | Titre                         | Durée |
| --- | ----------------------------- | ----- |
| 1.  | You Never Know                | 3:04  |
| 2.  | If Only                       | 4:30  |
| 3.  | This Time Around              | 4:17  |
| 4.  | Runaway Run                   | 3:40  |
| 5.  | Save Me                       | 3:40  |
| 6.  | Dying to Be Alive             | 4:37  |
| 7.  | Can't Stop                    | 4:24  |
| 8.  | Wish That I Was There         | 3:32  |
| 9.  | Love Song                     | 4:06  |
| 10. | Sure About It                 | 3:27  |
| 11. | Hand in Hand                  | 4:37  |
| 12. | In the City                   | 3:27  |
| 13. | A Song to Sing (piste cachée) | 3:35  |